# Aplestosuchus
Aplestosuchus é um gênero fóssil de réptil da família Baurusuchidae do Cretáceo Superior do Brasil. Há uma única espécie descrita para o gênero Aplestosuchus sordidus. Seus restos fósseis foram encontrados na formação Adamantina no estado de São Paulo.